# Glasschleife (Produktionsstätte)
Eine Glasschleife war eine vorindustrielle Produktionsstätte zur Herstellung und Bearbeitung von Flachglas. Das bis in das 19. Jahrhundert hergestellte Flachglas war zunächst undurchsichtig oder wellig und konnte erst durch Schleifen und Polieren durchsichtig und plan gemacht werden. Ein weiterer Produktionszweig der Glasschleifen waren die Spiegelschleifen, dort wurde das Flachglas in einem weiteren Produktionsschritt zu Spiegeln verarbeitet.

## Geschichte
Die Oberpfalz war im ausgehenden Mittelalter wegen ihrer reichen Eisenerzfunde ein bedeutendes Zentrum der Eisenerzgewinnung und Verhüttung in Europa (siehe auch Bergbau in der Oberpfalz). Infolge des Dreißigjährigen Krieges waren viele Eisenhammer zerstört und lagen öde, auch die Eisenerzlagerstätten waren weniger ergiebig und die Wälder stark abgeholzt, sodass nicht mehr beliebig viel Holzkohle, die zum Betrieb der Erzverarbeitung notwendig war, zur Verfügung stand. Deshalb wurden viele Hammerwerke zu anderen Betrieben (z. B. Mühlen, Sägewerken oder Glasschleifen) umgebaut, um die Wasserkraft, mit der ein Hammer betrieben wurde, weiterhin gewinnbringend zu nutzen. Zu Beginn des 20. Jahrhunderts gab es in der Oberpfalz 207 Schleif- und Polierwerke.
Hinzu kam, dass in der Nähe der traditionellen Erzlager Braunstein und mit Kieselerde vermengter Eisenstein gefunden wurde, der für die Glasschleifer zu Schmirgel verarbeitet werden konnte. Solche Lager befanden sich beispielsweise bei Chammünster (Raseneisenstein), bei Roding (alaunhaltige Thonflöze), Woppenrieth bei Bleystein (Eisenstein) oder Erbendorf (Hornblendschiefer). Diese Gesteine wurden zu einem feinen Mehl zermahlen, dessen Rückstand nach dem Schlämmen als Poliermittel verwendet werden konnte (sogenannter Oberpfälzer Schmirgel).

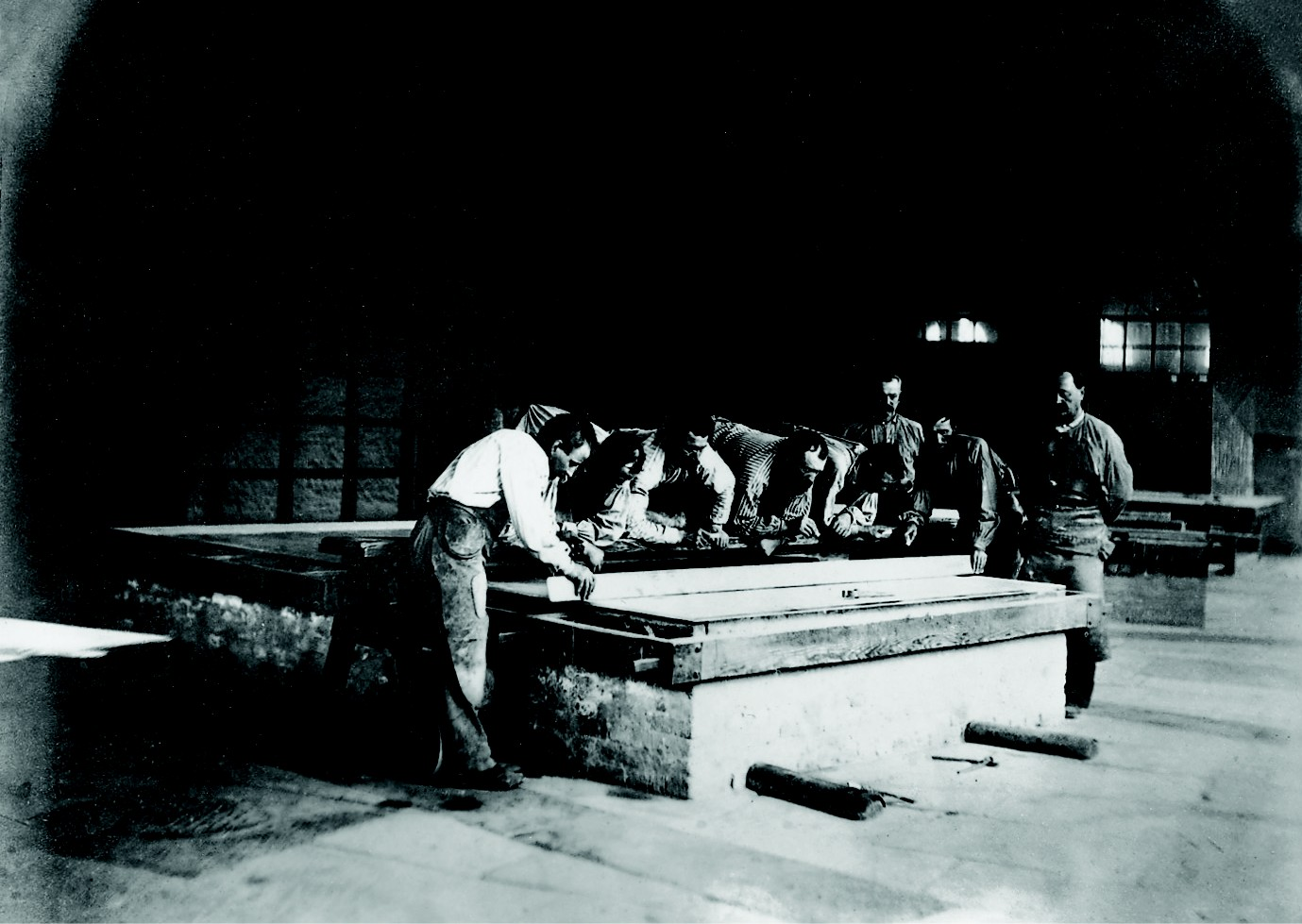
Glasgusstisch

## Produktionsweise
Das Rohglas wurde zuerst in einer Glashütte hergestellt; dabei wurde früher ein Glaszylinder geblasen, der anschließend der Länge nach aufgeschnitten und platt geklopft wurde. Seit Ende des 17. Jahrhunderts wurde das Glas auf einem Gusstisch im Gießverfahren hergestellt, später kam noch das Ziehglasverfahren hinzu, bei welchem der flüssigen Glasbrei mit einem Eisenbrett in die Höhe gezogen wurde und dann mit einer Walze geglättet wurde. Die Glasplatten hatten eine Größe zwischen 47 × 78 cm bis zu 120 × 160 cm. Dieses Flachglas wies noch starke Unebenheiten auf. Im Schleif- und Polierwerk wurden dann diese Platten im Rundschleifverfahren plan geschliffen, nach dieser Behandlung sah das Glas wie Milchglas aus. Es musste dann mit einem feinen Sand von den Arbeitern vorbehandelt werden, danach wurde es mit einer Schmirgelmasse geschliffen und mit Polierrot (Eisenoxyd mit Wasser vermischt) behandelt. Die Vorbehandlung nahm für jede Seite 1/2 Stunde in Anspruch, die Polierdauer betrug dann etwa 12 Stunden, danach wurde das Glas noch mit der Hand nachpoliert.
Für den Poliertisch bildeten Eisenplatten die Unterlage. Auf diesen wurde gemahlener Gips aufgebracht, dann wurden die Platten darauf gelegt. Auf dem Poliertisch rotierten Filzblöcke, die über eine Welle durch Wasserkraft angetrieben wurden, mit einem Schmirgelmittel und Wasser über die Glasfläche. Damit konnte man milchiges, poliertes oder klares Flachglas herstellen. Das Schmiermittel, auch Potte, Polierrot oder Potée genannt, bestand aus Eisenoxid. Der verwendete Gips konnte wieder aufgearbeitet und weiterverwendet werden. Durch die Poliermittel färbten sich Gebäude, Werkzeug und Kleidung der Polierer rot. Dabei wurde auch die umweltzerstörerischen Auswirkungen (z. B. Fischsterben) der Schleif- und Polierwerke erkannt.
In einer Glasschleife wurden bis zu mehreren hundert Poliertische eingesetzt. Nach dem Ende des Poliervorganges wurden die Gläser in der schwarzgestrichenen Glaskammer gegen einen 30 cm breiten Lichtspalt gehalten und auf Fehler kontrolliert, matte Stellen (sog. Matten) mussten nachgearbeitet werden. Danach wurden die Glasplatten mit Papierzwischeneinlagen versehen und in die mit Stroh oder Holzwolle gefüllten Holzkisten verpackt und verschickt.
Bei der weiteren Veredelung des Flachglases zu Spiegelglas wurde das geschliffene Glas noch mit einer Silber- oder Quecksilberschicht überzogen. Die Hälfte der Gesamtproduktion des Spiegelglases der Oberpfalz ging im 18. Jahrhundert in die USA. 1884 arbeiteten in Bayern 7.000 Beschäftigte an 20.000 Polierblöcken. In den Jahren 1850 bis 1890 erlebte dieser Wirtschaftszweig seine Blütezeit.
Das Ende der Glasschleifen kam mit den modernen Verfahren zur Flachglasherstellung (Ziehglasverfahren) zu Beginn des 20. Jahrhunderts, die zu einem industriell hergestellten planen und transparenten Glas führten.

## Ehemalige Glasschleifen und Glasschleifmuseen

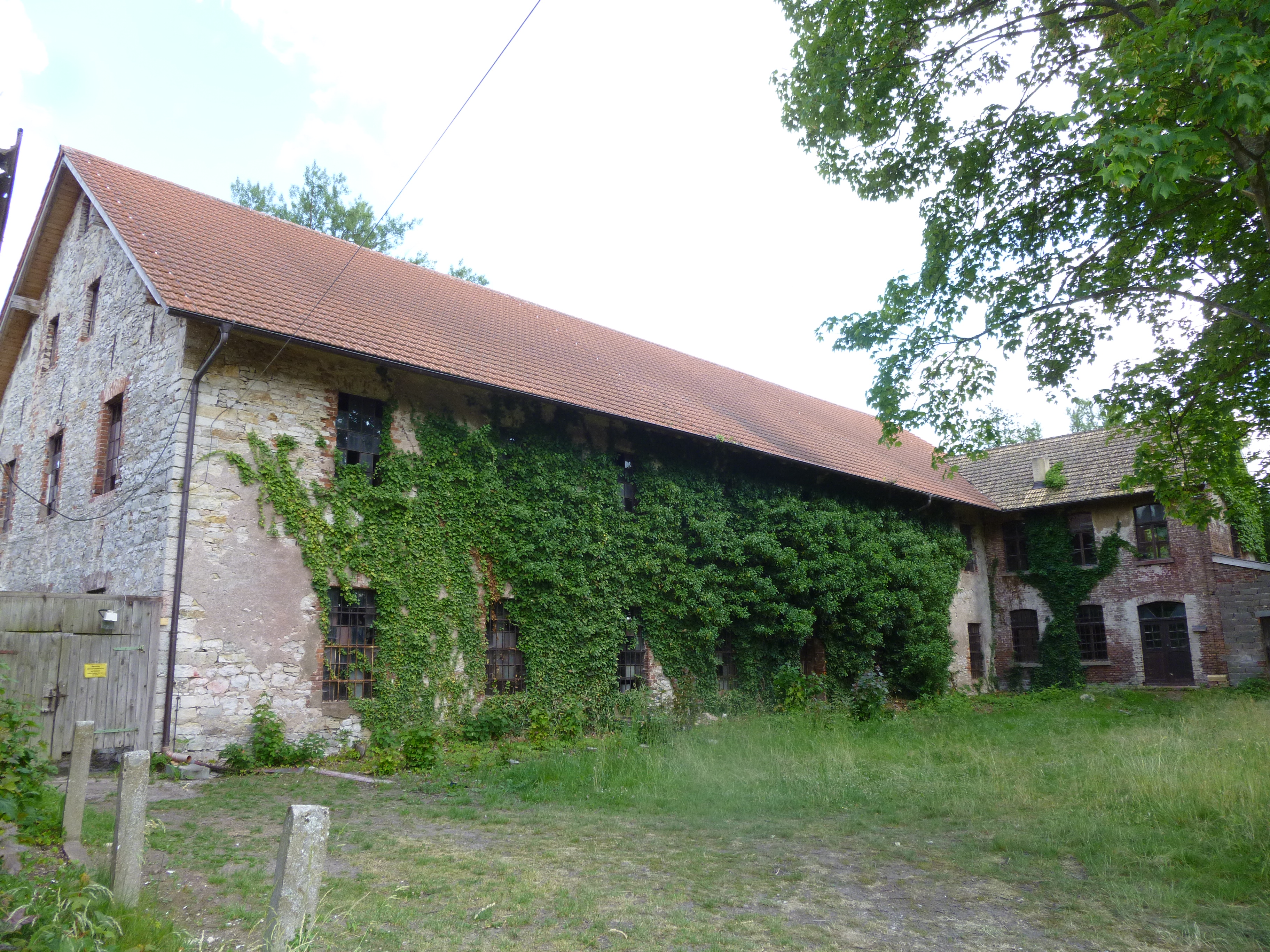
„Alte Schleif“ Münchshofen

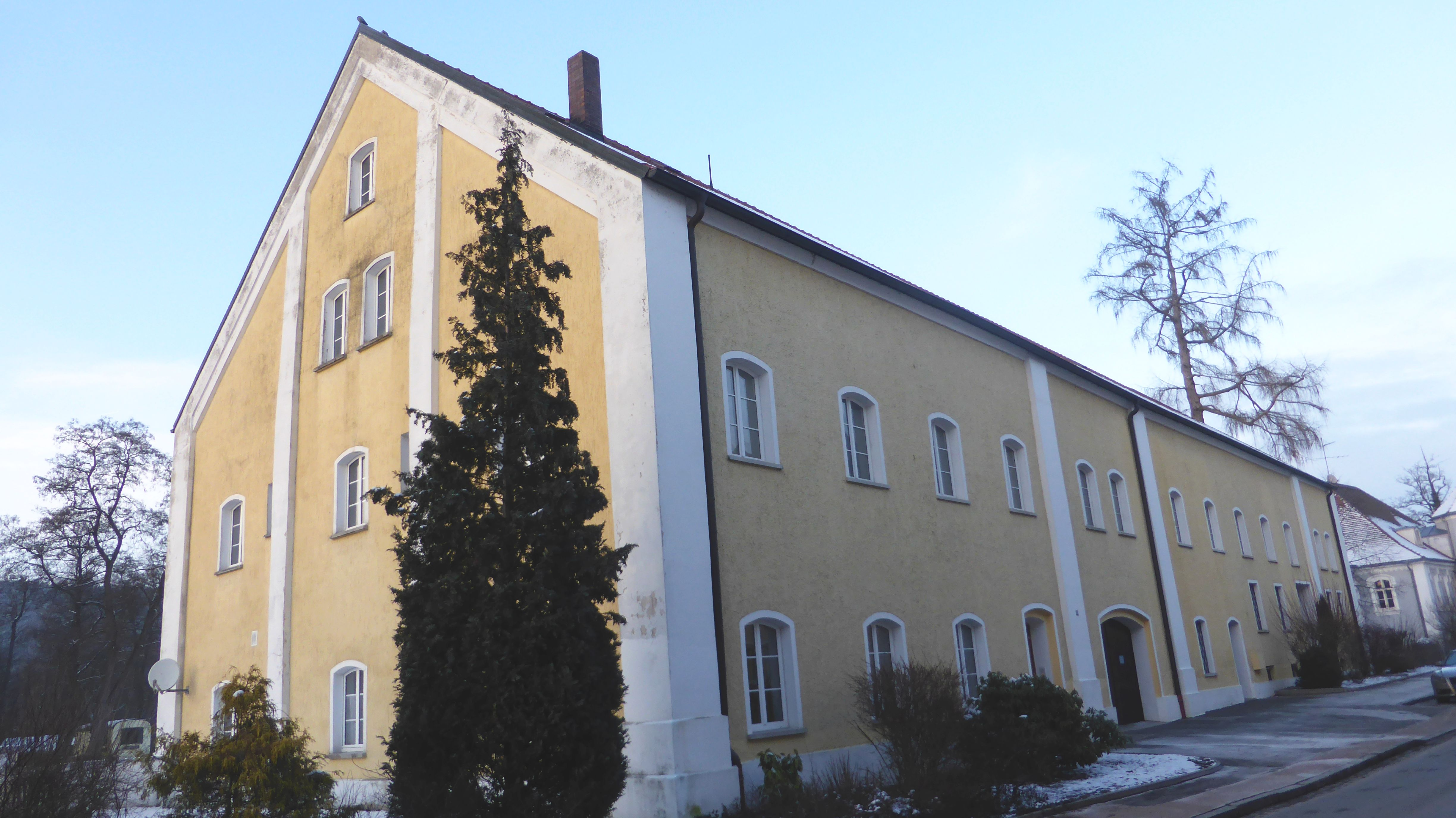
Früheres Betriebsgebäude des Hammerwerkes Ettmannsdorf

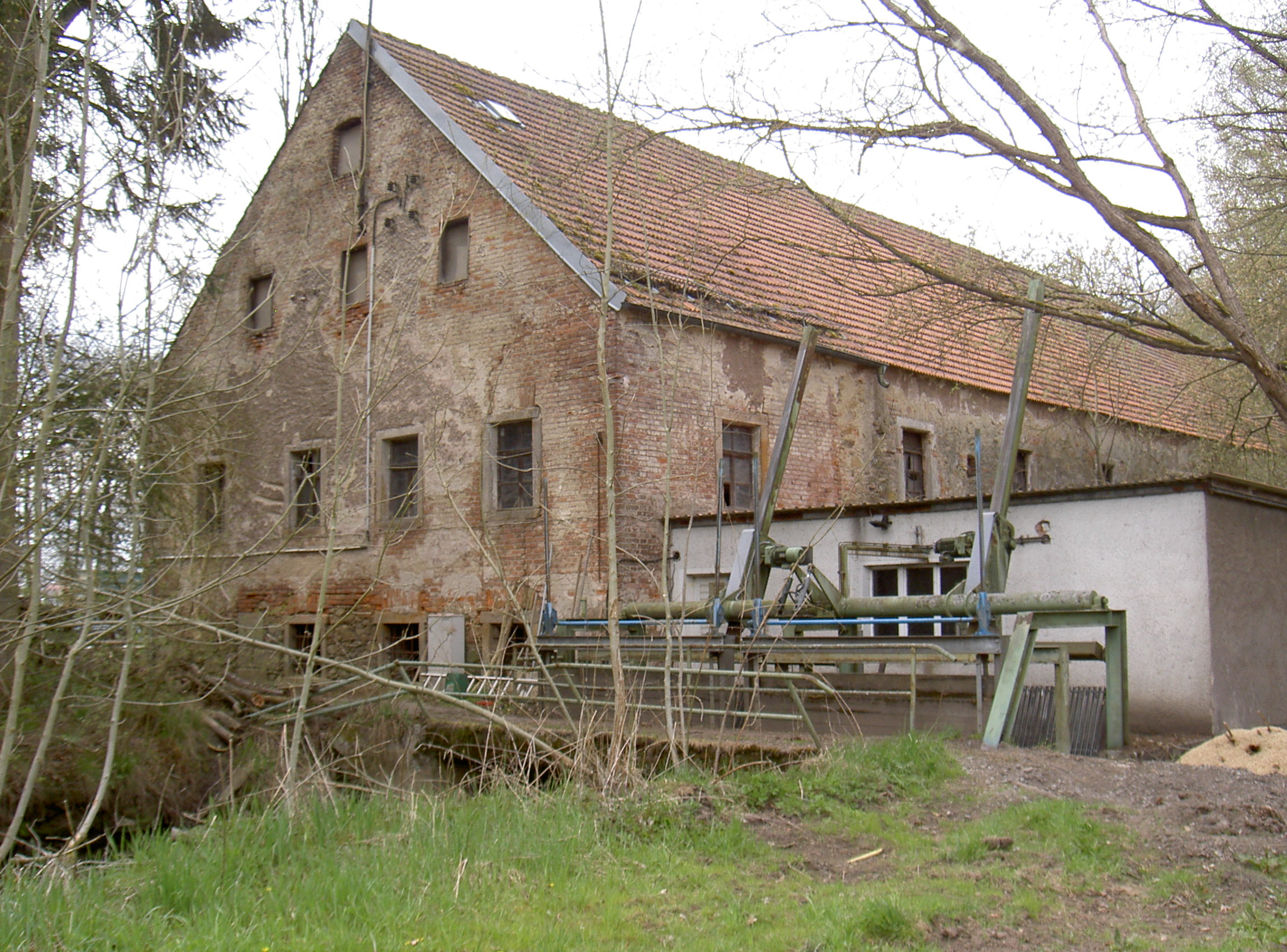
Hammerhaus Groebenstaedt

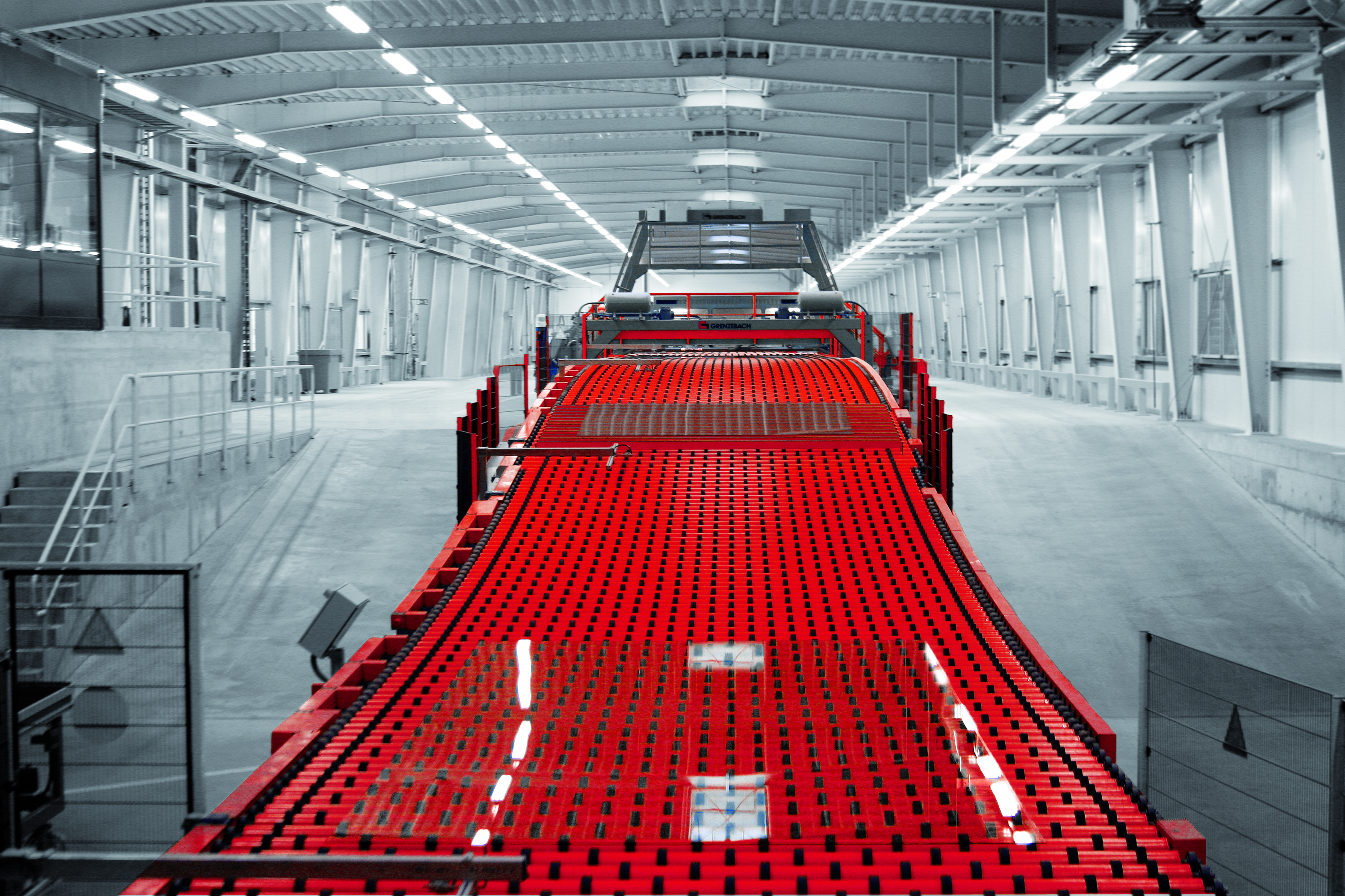
Moderne Herstellungsanlage für Flachglas

- Glasschleife Münchshofen: Dieses denkmalgeschützte Gebäude liegt in dem Ortsteil Münchshofen von Teublitz und ist ein 1890 aus einem Hammerwerk entstandenes Glasschleif- und Polierwerk. Der Betrieb wurde zuletzt im Nebenerwerb als sogenannte „Bauernschleife“ geführt und erst 1953 eingestellt.[9][10]
- Glasschleife in Neuses von Roßtal im Landkreis Fürth: Um 1768/69 entstandene und bis ca. 1860 betriebene Glasschleife.[11]
- Glasschleife in Weinzierlein:[12] Zu Beginn des 18. Jahrhunderts errichtete und bis in die erste Hälfte des 19. Jahrhunderts bestehende Spiegelschleife.
- Glasschleif in Arnoldsreuth bei Pullenreuth:[13] Als Museum mit Wasserrädern an der unteren und oberen Glasschleif und wieder hergestelltem Wasserzulauf öffentlich zugängliche Glasschleife.
- Glasschleife in Röhrenhof bei Escherlich:[14] Das seit 1433 bestehende Hammerwerk wurde Ende der 1860er Jahre in eine Glasschleife umgebaut. 1934 wird diese zu einem Mineralmahlwerk umgebaut.
- Hinterer Hammer zu Röhrenhof (s. o.): Der 1734 erbaute Hammer wurde 1854 in eine Glasschleife und Polierwerk umgebaut. 1883 wurde daraus eine Spiegelglasfabrik gemacht.
- Glasschleife Gebhardsreuth:[15] 1749 wurde die zu Gebhardsreuth bestehende Mühle und Säge in eine Glasschleife umgebaut.
- Glasschleife der Hofmark Grub bei Grafenwöhr:[16] Hier besteht seit Anfang des 16. Jahrhunderts ein Eisenhammer, der 1751 zu einer Glasschleife umgebaut wird. Diese Glasschleife stellte 1931 den Betrieb ein.
- Spiegelschleife (Dresden): Hier stand um 1700 ein Eisenhammer, der 1712 durch eine Edelstein-Schleif- und Poliermühle ersetzt und 1715 zur Spiegelschleife umgebaut wurde, 1813 in den Befreiungskriegen weitgehend zerstört.[17]

In der Oberpfalz soll es 80 zu Glas- oder Spiegelschleifen umgebaute Hammerwerke gegeben haben; solche waren beispielsweise in Traidendorf, Rohrbach, Deuerling, Ettmannsdorf, Hopfau, Pechhof, Plechhammer, Hammertiefenbach, der Hammer zu Gröbenstädt, Lukahammer bei Oberviechtach oder der Hammer zu Obermuggenthal. Die Schleife Baumhof des Bergbau- und Industriemuseums Ostbayern in Schloss Theuern ist das letzte Spiegelglaswerk in Ostbayern, das die Technik des Glasschleifens und -polierens zeigt.